# Supercopa de Cataluña de fútbol 2018
La Supercopa de Cataluña de fútbol 2018 fue la III edición del torneo regional de Cataluña, España. Se disputó a partido único el día 7 de marzo de 2018, en el Camp d'Esports de la ciudad de Lérida.Esta edición enfrentó al Fútbol Club Barcelona y al Real Club Deportivo Espanyol.
Tras un empate a 0 una vez disputados los 90 minutos reglamentarios, los azulgranas se impusieron en la tanda de penaltis por 4-2, llevándose de esta manera la tercera edición del campeonato.

## Partido
| width=10% | Guardameta     | Bandera de ?     |  |
|           | Defensa        | Bandera de ?     |  |
|           | Defensa        | Bandera de ?     |  |
|           | Defensa        | Bandera de ?     |  |
|           | Defensa        | Bandera de ?     |  |
|           | Centrocampista | Bandera de ?     |  |
|           | Centrocampista | Bandera de ?     |  |
|           | Centrocampista | Bandera de ?     |  |
|           | Delantero      | Bandera de ?     |  |
|           | Delantero      | Bandera de ?     |  |
|           | Delantero      | Bandera de ?     |  |
| D. T.     | D. T.          | Ernesto Valverde |  |

| width=10% | Guardameta     | Bandera de ? |  |
|           | Defensa        | Bandera de ? |  |
|           | Defensa        | Bandera de ? |  |
|           | Defensa        | Bandera de ? |  |
|           | Defensa        | Bandera de ? |  |
|           | Centrocampista | Bandera de ? |  |
|           | Centrocampista | Bandera de ? |  |
|           | Centrocampista | Bandera de ? |  |
|           | Centrocampista | Bandera de ? |  |
|           | Delantero      | Bandera de ? |  |
|           | Delantero      | Bandera de ? |  |
| D. T.     | D. T.          | Bandera de ? |  |

| Principal | Xavier Estrada Fernández |

| width=10% | Guardameta     | Bandera de ?     |  |
|           | Defensa        | Bandera de ?     |  |
|           | Defensa        | Bandera de ?     |  |
|           | Defensa        | Bandera de ?     |  |
|           | Defensa        | Bandera de ?     |  |
|           | Centrocampista | Bandera de ?     |  |
|           | Centrocampista | Bandera de ?     |  |
|           | Centrocampista | Bandera de ?     |  |
|           | Delantero      | Bandera de ?     |  |
|           | Delantero      | Bandera de ?     |  |
|           | Delantero      | Bandera de ?     |  |
| D. T.     | D. T.          | Ernesto Valverde |  |

| width=10% | Guardameta     | Bandera de ? |  |
|           | Defensa        | Bandera de ? |  |
|           | Defensa        | Bandera de ? |  |
|           | Defensa        | Bandera de ? |  |
|           | Defensa        | Bandera de ? |  |
|           | Centrocampista | Bandera de ? |  |
|           | Centrocampista | Bandera de ? |  |
|           | Centrocampista | Bandera de ? |  |
|           | Centrocampista | Bandera de ? |  |
|           | Delantero      | Bandera de ? |  |
|           | Delantero      | Bandera de ? |  |
| D. T.     | D. T.          | Bandera de ? |  |

| Principal | Xavier Estrada Fernández |

| width=10% | Guardameta     | Bandera de ?     |  |
|           | Defensa        | Bandera de ?     |  |
|           | Defensa        | Bandera de ?     |  |
|           | Defensa        | Bandera de ?     |  |
|           | Defensa        | Bandera de ?     |  |
|           | Centrocampista | Bandera de ?     |  |
|           | Centrocampista | Bandera de ?     |  |
|           | Centrocampista | Bandera de ?     |  |
|           | Delantero      | Bandera de ?     |  |
|           | Delantero      | Bandera de ?     |  |
|           | Delantero      | Bandera de ?     |  |
| D. T.     | D. T.          | Ernesto Valverde |  |

| width=10% | Guardameta     | Bandera de ? |  |
|           | Defensa        | Bandera de ? |  |
|           | Defensa        | Bandera de ? |  |
|           | Defensa        | Bandera de ? |  |
|           | Defensa        | Bandera de ? |  |
|           | Centrocampista | Bandera de ? |  |
|           | Centrocampista | Bandera de ? |  |
|           | Centrocampista | Bandera de ? |  |
|           | Centrocampista | Bandera de ? |  |
|           | Delantero      | Bandera de ? |  |
|           | Delantero      | Bandera de ? |  |
| D. T.     | D. T.          | Bandera de ? |  |

| Principal | Xavier Estrada Fernández |

| width=10% | Guardameta     | Bandera de ?     |  |
|           | Defensa        | Bandera de ?     |  |
|           | Defensa        | Bandera de ?     |  |
|           | Defensa        | Bandera de ?     |  |
|           | Defensa        | Bandera de ?     |  |
|           | Centrocampista | Bandera de ?     |  |
|           | Centrocampista | Bandera de ?     |  |
|           | Centrocampista | Bandera de ?     |  |
|           | Delantero      | Bandera de ?     |  |
|           | Delantero      | Bandera de ?     |  |
|           | Delantero      | Bandera de ?     |  |
| D. T.     | D. T.          | Ernesto Valverde |  |

| width=10% | Guardameta     | Bandera de ? |  |
|           | Defensa        | Bandera de ? |  |
|           | Defensa        | Bandera de ? |  |
|           | Defensa        | Bandera de ? |  |
|           | Defensa        | Bandera de ? |  |
|           | Centrocampista | Bandera de ? |  |
|           | Centrocampista | Bandera de ? |  |
|           | Centrocampista | Bandera de ? |  |
|           | Centrocampista | Bandera de ? |  |
|           | Delantero      | Bandera de ? |  |
|           | Delantero      | Bandera de ? |  |
| D. T.     | D. T.          | Bandera de ? |  |

| Principal | Xavier Estrada Fernández |

|         |
| Campeón |